# Musaranya elefant del Transvaal
La musaranya elefant del Transvaal (Elephantulus myurus) es troba a Botswana, Moçambic, Sud-àfrica i Zimbàbue.